# Sum 41

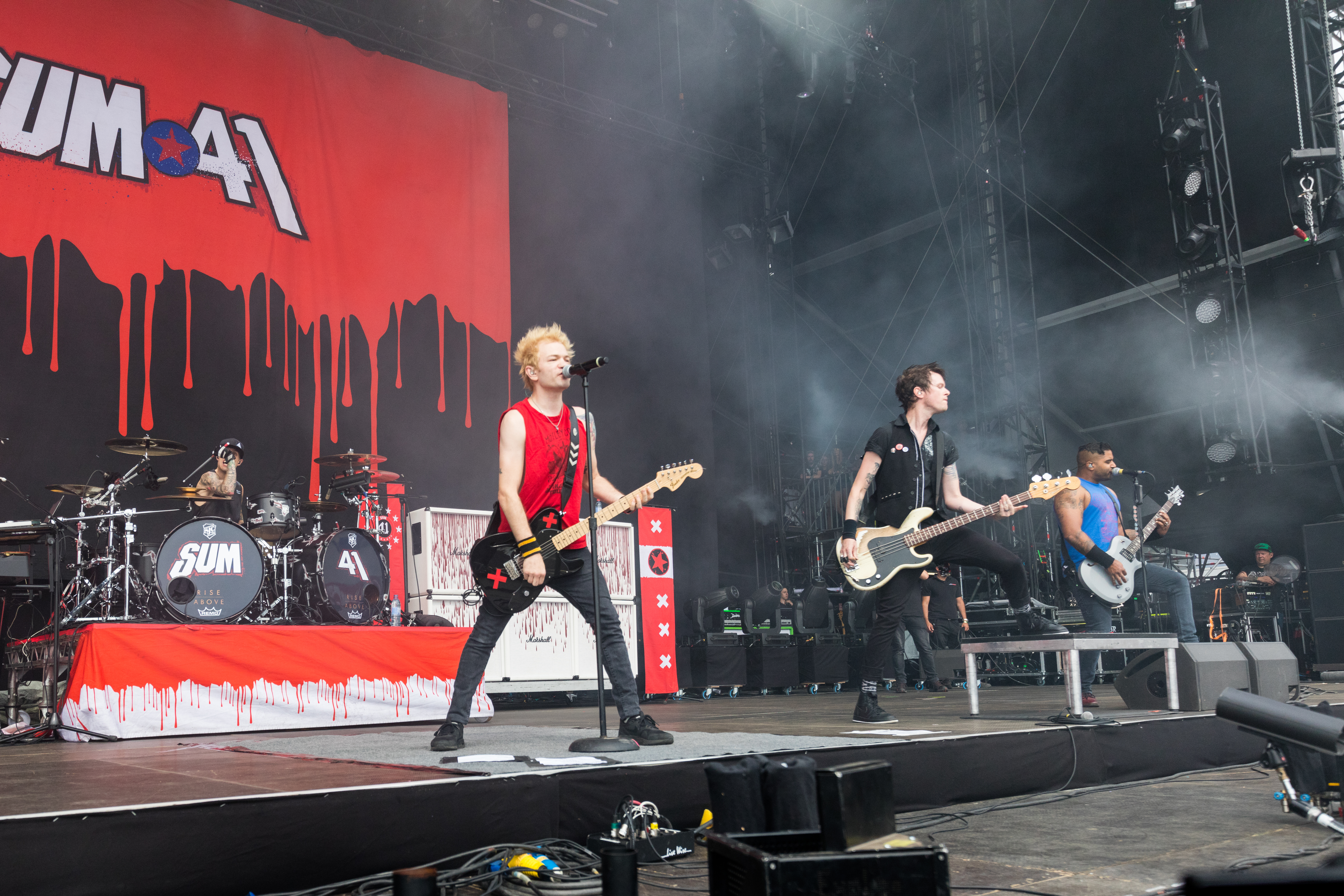
Sum 41 vid Rock am Ring vid Nürburgring i Tyskland 2017.

Sum 41  är en kanadensisk rockgrupp från Ajax, Ontario. Bandet bildades den 31 juli 1996. 1999 fick gruppen skivkontrakt med Island Records.
De spelar punkrock, poprock, poppunk och alternativ rock med vissa metal-influenser.

## Historia

### Början
Medlemmarna i Sum 41 började spela när de gick i high-school. Till en början hette de Kaspir, innan de bytte namn till Sum 41. De kom på namnet genom att det var 41 dagar in på sommaren (engelska: summer) när de bildades. Basisten Jason McCaslin blev medlem i bandet 1999 efter en rad basister. De fick skivkontrakt med Island Records 2000. De hade hård konkurrens med andra band som Green Day och Blink-182. De gav ut sitt debutalbum (som egentligen var en EP) Half Hour of Power den 27 juni 2000. Den första singeln som släpptes var "Makes No Difference". Låten har två olika musikvideor. Den ena videon bestod av ihopklippta filmklipp. Den andra filmen var när bandet hade ett houseparty.

### All Killer No Filler och Does this Look Infected
Det första fullånga albumet var All Killer No Filler. Det gavs ut den 8 maj 2001. Den första singeln från albumet var "Fat Lip", vilken blev en stor hit på sommaren. Nästa singel blev "In Too Deep". Under året turnerade bandet mycket, och genomförde 300 spelningar under året. 
2002 släppte bandet albumet Does This Look Infected. Under detta album gick bandet mot ett hårdare sound. Första singeln från albumet var "Still Waiting". Nästa singel var "The Hell Song". Den tredje singeln var "Over My Head (Better Off Dead)".

### Chuck
Under maj 2004 deltog bandet i dokumentären War Child Canada som spelades in i det krigshärjade Kongo-Kinshasa. Efter fyra dagar bröt det ut strider nära hotellet och bandet stannade på Bukavu. Den femte dagen väntade bandet på att striderna skulle upphöra, vilket det aldrig gjorde. Bandet och 40 stycken andra personer räddades av soldater. Bandet döpte sitt fjärde album till Chuck, för att hedra soldaten Chuck Pelletier som hade tagit dem i säkerhet. Chuck släpptes den 12 oktober 2004. Det var liksom Does This Look Infected ett hårdare album, men hade en mer seriös ton i jämförelse med albumet innan. Den första singeln från albumet var "We're All to Blame". Låten är lugn i en del partier, i andra partier ökar takten, så som det var i Kongo. De nästföljande singlarna var "Pieces", "Some Say" och "No Reason".

### Underclass Hero
Dave Baksh lämnade bandet 2007 och började jobba med bandet Brown Brigade, som spelar mer klassisk metal. Bandet beslöt sig att bli en trio efter det, och bara ha med en turnegitarrist. Den fick inte delta i musikproduktionen och foton på bandet etc men sedan dess så har Tom Thacker, som gitarristen heter, blivit en officiell medlem i bandet. Under den här tiden upphör Derycks förhållande med Avril Lavigne, varvid Deryck skriver två låtar om det, "With Me" och "Best of Me". Båda kom med på albumet Underclass Hero. De började att jobba på det den 8 november 2006 och var färdiga 24 juli 2007.

### All The Good Shit
Den 26 november 2008 släppte Sum 41 8 Years of Blood, Sake and Tears, en samlingsskiva med alla singlar som bandet har släppt, samt en helt ny låt kallad "Always". Denna samlingsskiva släpptes dock till en början endast i Japan, men i februari 2009 bekräftade bandet att samlingsskivan skulle komma att släppas även i resten av världen eftersom efterfrågan var så stor. Samlingsskivan släpptes i resten av världen den 17 mars 2009, då också med ett nytt omslag och ny titel, All The Good Shit.

### Screaming Bloody Murder
Bandet började skriva nya låtar under senare delen av 2008. Från början var det tänkt att de skulle släppa en EP, men det visade sig att de hade så många låtar att de istället bestämde sig för att släppa ett nytt album. I december 2009 hyrde de en villa i Los Angeles där de började arbetet på det nya albumet tillsammans med producenten Gil Norton.  Enligt Deryck k
Skulle det nya albumet vara tyngre än deras tidigare album, och de började spela in albumet i januari 2010. Det var från början tänkt att det nya albumet skulle släppas i slutet av 2009, men detta blev ändrat och det nya albumet beräknades istället släppas någon gång under våren 2011. En ny låt kallad Scumfuck läckte ut på Internet sommaren 2010.
Under hösten 2010 deltog Sum 41 i Eastpak Antidote Tour tillsammans med The Black Pacific, The Riverboat Gamblers och Veara. Under denna turné spelade de bland annat i Stockholm och Göteborg, vilket var deras första besök i Sverige sedan 2002.
Den 13 januari 2011 släppte bandet sin första singel, "Screaming Bloody Murder", från albumet via radiostationen 89X. Singeln släpptes officiellt den 7 februari 2011. Den 14 januari 2011 uppdaterade bandet sin officiella hemsida där de bekräftade att det nya albumet skulle släppas den 29 mars 2011, samtidigt som besökare kunde lyssna på den nya singeln. Enligt Universal Japan (bandets japanska hemsida) så kom albumet att släppas redan den 23 mars 2011 i Japan.
Den 22 april 2019 tillkännagav bandet via Twitter att de skulle återvända med ny musik. Den 24 april släppte de singeln "Out for Blood" genom Hopeless Records. Samma dag tillkännagav bandet också sitt sjunde studioalbum, Order in Decline, med ett fast releasedatum den 19 juli. Den andra singeln från albumet "A Death in the Family" släpptes tillsammans med en musikvideo den 11 juni. Den 18 juni släpptes "Never There" som den tredje singeln, tillsammans med en video.  Den 8 juli släppte bandet "45 (A Matter of Time)" som den fjärde singeln, tillsammans med en video. Den 28 maj 2021 släppte bandet en version av "Catching Fire" med Nothing, Nowhere, tillsammans med en musikvideo.

## Musikstil
Gruppen spelar skate punk / pop punk. Musiken var under de första albumen inspirerad av Iron Maiden, NOFX och Beastie Boys. De senare verken var mer inspirerade av The Offspring. Också en del influenser från metalband som Metallica finns också. På albumet Chuck finns en del låtar som kan jämföras med thrash metal, inspirerat av, också Metallica.

## Medlemmar

### Nuvarande medlemmar
- Deryck Whibley – sång, kompgitarr (1998–), keyboard (2004–), sologitarr (1996–1998, 2006–2015), bakgrundssång (1996–1998), trummor (1998–2013)
- Dave Baksh – sologitarr, bakgrundssång (1998–2006, 2015–)
- Jason "Cone" McCaslin – basgitarr, bakgrundssång (1999–)
- Tom Thacker – rytmgitarr, sologitarr, keyboard, bakgrundssång (2009–; turnerande medlem 2006–2009)
- Frank Zummo – trummor, percussion, bakgrundssång (2015–)

### Tidigare medlemmar
- Marc Costanzo – sologitarr (1996–1997)
- Jon Marshall – sång, rytmgitarr (1996–1998)
- Mark Spicoluk – basgitar, bakgrundssång (1997–1998)
- Richard "Twitch" Roy – basgitarr, bakgrundssång (1998)
- Steve Jocz – trummor, bakgrundssång (1996–2013)[10]

### Turnerande medlemmar
- Matt Whibley – keyboard (2011)
- Darrin Pfeiffer – trummor (2015)

## Diskografi
- Half Hour of Power (2000)
Singel: "Makes No Difference"
- All Killer No Filler (2001)
Singlar: "Fat Lip", "In Too Deep", "Motivation", "Handle This"
- Does This Look Infected? (2002)
Singlar: "Still Waiting", "The Hell Song", "Over My Head (Better Off Dead)"
- Chuck (2004)
Singlar: "We're All To Blame", "Pieces", "Some Say", "No Reason" (endast radio)
- Underclass Hero (2007)
Singlar: "Underclass Hero" (släpptes 17 maj 2007), "Walking Disaster" (släpptes 23 juli 2007), "With Me"
- All the Good Sh** - 14 Solid Gold Hits (2009)
Singlar: Inga
- Screaming Bloody Murder (2011)
Singlar: "Screaming Bloody Murder"
- Order in decline (2019)
- Heaven and Hell (2024)

### Övriga singlar
- Spiderman Soundtrack
"What We're All About"
- Skull Ring
"Little Know It All"
- Fantastic Four Soundtrack
"Noots"
- Sum41 vs. Tenacious D
"Things I Want"

### DVD:er
- Introduction to destruction (2002)
- Sake bombs and happy endings (2003)
- Tour of Japan (2004)

### Fotnoter
1. ↑  ”Sum 41 on Twitter” (på engelska). https://twitter.com/Sum41/status/1120538856200253440. Läst 4 februari.
2. ↑  Clapés, Marc. ”The return of Sum 41 with 'Out for Blood'” (på engelska). https://www.primerafila.cat/featured/2019/04/el-retorn-de-sum-41-amb-out-for-blood/. Läst 4 februari.
3. 1 2  Kaufman, Spencer. ”Sum 41 announce new album, Order in Decline, release "Out for Blood": Stream” (på engelska). https://consequenceofsound.net/2019/04/sum-41-new-album-order-in-decline-out-for-blood-single/. Läst 4 februari 2022.
4. ↑  brownypaul (24 april 2019). ”Sum 41 drop new song 'Out For Blood' from forthcoming album Order in Decline” (på engelska). Wall of Sound. https://wallofsoundau.com/2019/04/25/sum-41-drop-new-song-out-for-blood-from-forthcoming-album-order-in-decline/. Läst 4 februari 2022.
5. ↑  Slingerland, Calum (11 juni 2019). ”Sum 41 Share New Song "A Death in the Family"” (på engelska). https://exclaim.ca/music/article/sum_41_share_new_song_a_death_in_the_family. Läst 4 februari 2022.
6. ↑  Slingerland, Calum (11 juni 2019). ”Sum 41 Share New Song "A Death in the Family"” (på engelska). https://exclaim.ca/music/article/sum_41_share_new_song_a_death_in_the_family. Läst 4 februari.
7. ↑  ”Sum 41 Drops Protest-Filled Music Video for '45 (A Matter Of Time)'” (på engelska). Blabbermouth.net. 8 juli 2019. http://www.blabbermouth.net/news/sum-41-drops-protest-filled-music-video-for-45-a-matter-of-time/. Läst 4 februari 2022.
8. ↑  May, Tamara (28 maj). ”Sum 41 Unveil 'Catching Fire' with Nothing, Nowhere” (på engelska). https://wallofsoundau.com/2021/05/28/sum-41-unveil-catching-fire-with-nothing-nowhere/. Läst 4 februari 2022.
9. ↑  ”Altern-rock.com”. Arkiverad från originalet den 22 augusti 2010. https://web.archive.org/web/20100822055047/http://altern-rock.com/bands/sum-41-part-iii. Läst 28 oktober 2010.
10. ↑  ”Sum 41s webbplats”. Arkiverad från originalet den 21 april 2013. https://web.archive.org/web/20130421020059/http://www.sum41.com/news/145931. Läst 21 april 2013.